# Дембно
Дембно (пољ. Dębno) је градић у Пољској, у Војводству Западно Поморје, у Повјату мислибожском. Према попису становништва из 2011. у граду је живело 14.171 становника.
.

## Становништво
Према прелиминарним подацима са пописа, у граду је 2011. живело 14.171 становника.
| 2002.  | 2011.  | 2012.  |
| ------ | ------ | ------ |
| 14.064 | 14.171 | 14.124 |

## Партнерски градови
- Тчев
- Штраусберг
- Терезин
- Курск
- Ренкум